# Explosión en Harlem del Este de 2014
La explosión en Harlem del Este fue un accidente ocurrido en la mañana del 12 de marzo de 2014, cuando una explosión provocó el incendio y derrumbe de dos edificios ubicados en el norte de Manhattan, Nueva York, más precisamente en los números 1644 y 1646 de la Avenida Park en el barrio Harlem del Este, de población latina. Dejó un saldo total de 8 fallecidos y 74 heridos. También se reportaron 4 desaparecidos, pero el 15 de marzo de 2014, los funcionarios declararon que todas las personas desaparecidas fueron "probablemente" mal contabilizadas y se finalizó la búsqueda. Unas horas después, se confirmó que la explosión había sido causada por un escape de gas en un comercio de la planta baja.

## Sitio
El sitio de la explosión fue en dos edificios ubicados justo al norte de la calle 116 y la Avenida Park, donde se encontraban una iglesia evangélica latina y una tienda de reparación de pianos, además de 15 apartamentos en total (donde habitaban familias enteras, en su mayoría latinos). Ambos edificios tenían 6 plantas.

## Sucesos

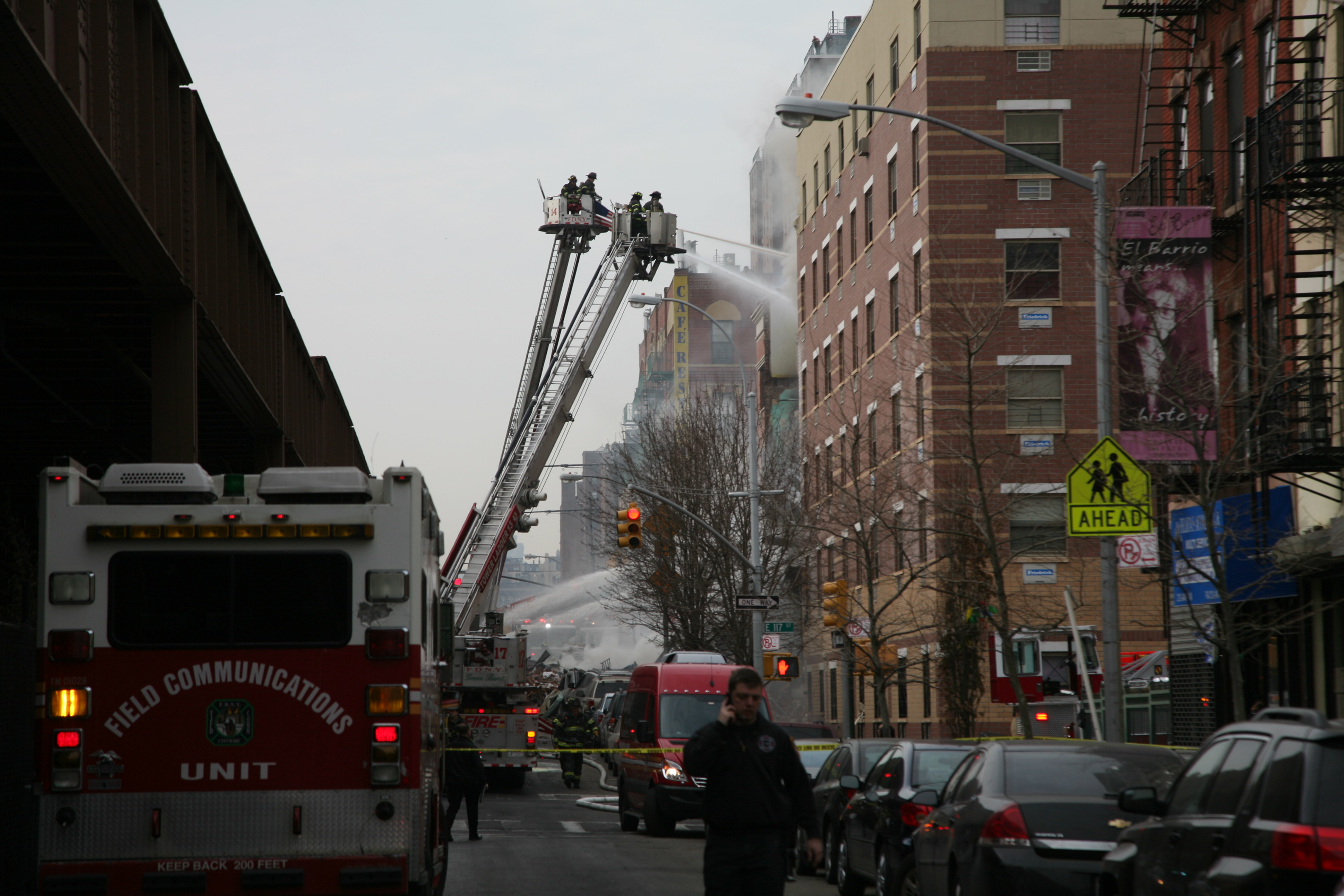
Bomberos apagando las llamas.

La empresa de servicio público local de gas, Consolidated Edison, dijo que había recibido un informe de una fuga de gas a las 9:15 de la mañana (hora local) del 12 de marzo, y luego se informó de la explosión a las 9:31 a. m. que formó una densa columna de humo espeso. La onda expansiva se sintió como si fuese un «terremoto», y fue capaz de romper cristales a varios metros a la redonda. Anteriormente, se dio a conocer que muchos vecinos de la zona también sentían olor a gas.
Luego del accidente, la circulación en la línea Ferrocarril Metro–North, que conecta con la Grand Central Terminal, fue interrumpida, ya que escombros de los edificios cayeron sobre las vías (donde en el momento de la explosión no circulaba ningún tren).
Rápidamente el escuadrón antibombas del Departamento de Policía de Nueva York respondió a la escena y allí llegaron numerosas dotaciones de bomberos y servicios de rescate. El departamento de bomberos informó que unas 44 unidades y 168 efectivos acudieron al lugar. También se cortaron los suministros de gas y electricidad de la zona. El alcalde de Nueva York, Bill de Blasio, expreso su pesar desde el lugar de los hechos y anunció que había personas desaparecidas y que las iban a buscar, una vez apagado el incendio.
Trece de los heridos fueron trasladados al Hospital de Harlem, entre ellos un niño en estado crítico. Mientras que el Hospital Monte Sinaí estaba tratando a al menos 23 pacientes, entre ellos uno con una lesión cerebral. El Hospital Metropolitano recibió a 17 pacientes, y el New York Presbyterian-Weill Cornell Medical Center a otros dos. Otros heridos fueron atendidos en el lugar. Mientras tanto, la Casa Blanca descartó que se hubiera tratado de un atentado.
La Cruz Roja Americana estableció un centro de socorro en el refugio del Ejército de Salvación de la calle 125 para los residentes que perdieron sus hogares, con alimentos, agua y prendas. Ya entrada la tarde, los escombros fueron retirados de las vías del tren e ingenieros revisaron las estructuras. Posteriormente se reanudó el servicio, aunque a la altura de los edificios los trenes reducían la marcha para aminorar las vibraciones.

## Víctimas
Las víctimas mortales fueron:
- Carmen Tanco, 67 años
- Griselde Camacho, 44 años
- Andreas Panagopoulos, 43 años (inmigrante griega)
- Rosaura Barrios Vázquez, 43 años  (inmigrante mexicana)
- Rosaura Hernández Barrios, 22 años (inmigrante mexicana)
- Alexis Salas, 22 años
- George Amadeo, 44 años
- Jordy Alexis Salas Ramírez, 22 años (inmigrante mexicano)

## Reacciones internacionales
- México: El presidente de México, Enrique Peña Nieto, lamentó que el número de muertes se incrementara, en un mensaje publicado en su cuenta de Twitter el 14 de marzo. Tres ciudadanos mexicanos fallecieron y otro resultó herido, según el Consulado de México en Nueva York. También se informó que entre 20 y 30 mexicanos habían resultado afectados de forma indirecta, ya que viven en casas aledañas a los dos edificios derrumbados.[25] En la madrugada del 21 de marzo, en Ciudad Serdán, Puebla, se recibieron los cuerpos de las ciudadanas mexicanas fallecidas en el accidente.[26]